# Primula denticuloides
Primula denticuloides är en viveväxtart som beskrevs av Y. Nasir. Primula denticuloides ingår i släktet vivor, och familjen viveväxter. Inga underarter finns listade i Catalogue of Life.